# Телемундо
Телемундо (на испански: Telemundo) е американска наземна телевизионна мрежа на испански език, собственост на Comcast чрез NBCUniversal. Това е вторият най-голям доставчик на съдържание на испански език в национален мащаб след американския конкурент Univision, с програма, излъчваща се в повече от 100 страни на над 35 езика.
Каналът излъчва програми и оригинално съдържание, насочено към латиноамериканската публика в Съединените щати и по света, състоящо се от теленовели, спорт, реалити предавания, програми за новини и филми. Телемундо управлява NBC Universo, отделен канал, насочен към младата испаноговореща аудитория.
Седалището на канала е в Маями, Флорида, и има 1900 служители по целия свят.

## История

### 1954-1987
Телевизионната станция Телемундо стартира на 28 март 1954 г., основана от Анхел Рамос, собственик на основния пуерторикански вестник El Mundo и първата пуерториканска радиостанция, известна като Radio El Mundo. Рамос иска да поддържа последователна марка за медиите си, използвайки думата mundo (на испански: свят), и така нарича телевизонния си канал - Telemundo (телевизонен свят). Първите опити на Рамос за лиценз са още през 40-те години на миналия век. През 1986 г. Reliance Group Holdings придобива канала, тогава известен в Пуерто Рико като Телемундо канал 2.

### 1992-1998
През 1992 г. Телемундо преминава през поредната смяна на президента с пристигането на бившия президент на Унивисион, Хоакин Блая, към чийто екип се присъединяват бившите изпълнителни директори от Телевиса и Веневисион.
През 1993 г. Телемундо започва нарастващата практика да произвежда оригинални теленовели. Първите са: Анхелика, моят живот, Мариелена, Гуадалупе, Госпожа Съблазън и Три съдби. Усилията на Телемундо са изправени пред първоначален неуспех, когато лидерът на индустрията в Мексико, Телевиса, закупува Кепитълвижън, продуцентската къща, която създава теленовелите.
През 1995 г., под ръководството на Хари Абраам Кастийо, изпълнителен вицепрезидент по програмиране, Телемундо открива първото си студио на западния бряг на САЩ.

### 1998-2001
Телемундо е закупен от партньорство между Liberty Media и конгломерата на Sony Pictures Entertainment през 1998 г. Мениджърският екип е оглавен от бившия изпълнителен директор на CBS Питър Торторичи, като е проучена възможността за привличане на двуезичния пазар. Стартира кампанията „Най-добрият от двата свята“. Няколко билборда се издигат в градове като Маями и Сан Франциско, обявявайки „нова ера“ за Телемундо. Бившият вицепрезидент на CBS News Джо Пейронин основава отдела за новини на Телемундо през 1999 г. и изпълнява функциите на изпълнителен вицепрезидент до 2006 г.
След оставката на Торторичи, Телемундо е ръководен от Джим Макнамара като изпълнителен директор, а Алън Сокол като главен оперативен директор. Стратегията им за програмиране следва по-традиционен подход към испаноезичната телевизия от предшествениците им, тъй като програмното съдържание включва теленовели, закупени от Колумбия и Бразилия.

### 2001 - настояще
На 12 април 2002 г. Телемундо е закупен от NBC за $2,7 млрд. е сега е част от NBC Universal, собственост на Comcast.
През 2004 г. Телемундо създава Telemundo Televisión Studios в Маями. Веригата започва субтитрирането на много от своите теленовели на английски език. Според NBC Телемундо дава по-голям акцент на собственото си програмиране и пласиране на продукти. Мрежата изразходва 100 милиона долара годишно за производство на свои програми до средата на десетилетието.
От 2011 г. заедно с Фокс Бродкастинг Къмпани придобива правата за събитията на ФИФА, а също и за Световните първенства по футбол в Русия (2018), Катар (2022) и Канада/САЩ/Мексико (2026).

## Telemundo Global Studios
Телемундо Глобал Студиос (известен по-рано като Telemundo Studios и Telemundo-RTI) е разделение на NBCUniversal, което разработва оригинални телевизионни програми за канал Телемундо.

## Теленовели
- Вж. Списък с теленовелите и сериалите на Телемундо